# Côte d'Or Classic Juniors
La Côte d’Or Classic Juniors est une course cycliste française qui se déroule dans le département de la Côte-d'Or, à travers le Morvan et l'Auxois. Créée en 2022, cette compétition comprend plusieurs étapes. Elle est habituellement organisée au mois de juin par le club de la Pédale Saumuroise.
L'épreuve fut élaborée à l'initiative du jeune arbitre Anthony De Vecchi, qui n'avait que seize ans au moment de la première édition. Il se trouve encore aujourd'hui à la tête du comité d'organisation. Comme son l'indique, l'évènement est réservé aux cyclstes de catégorie junior. 
En 2023, la Côte d'Or Classic figure au programme de la Coupe de France juniors. Elle accède ensuite au niveau international en 2024, lorsqu'elle intègre le calendrier de l'UCI,. 

## Palmarès
| Année | Vainqueur         | Deuxième          | Troisième        |
| ----- | ----------------- | ----------------- | ---------------- |
| 2022  | Jean-Loup Fayolle | Alexy Faure-Prost | Quentin Thollet  |
| 2023  | Gabriel Berg      | Ko Molenaar       | Jørgen Nordhagen |
| 2024  | Edgard Berthelemy | Yann Dubois       | Arthur Alexandre |
| 2025  | Maks Matyasik     | Sune De Valck     | Gal Stare        |